# Toa Alta (Puerto Rico)
Toa Alta és un municipi de Puerto Rico situat al nord-est de l'illa, també conegut amb els noms de La Ciudad del Toa, Cuna de Poetas i Ciudad del Josco. Limita al nord amb els municipis de Dorado i Toa Baja; a l'est amb el municipi de Bayamón; al sud amb Naranjito i a l'oest amb Vega Alta i Corozal.
El municipi està dividit en 9 barris: Toa Alta Pueblo, Mucarabones, Río Lajas, Quebrada Arenas, Galateo, Ortiz, Piñas, Quebrada Cruz i Contorno.